# Phạm Đình Cúc
Phạm Đình Cúc (sinh ngày 6 tháng 5 năm 1964) là một chính trị gia người Việt Nam. Ông hiện là đại biểu quốc hội Việt Nam khóa XIV nhiệm kì 2016–2021, thuộc đoàn đại biểu quốc hội tỉnh Bà Rịa – Vũng Tàu, Viện trưởng Viện Kiểm sát nhân dân tỉnh Bà Rịa – Vũng Tàu, Ủy viên Ủy ban Tư pháp của Quốc hội. Ông đã trúng cử đại biểu quốc hội năm 2016 ở đơn vị bầu cử số 1, tỉnh Bà Rịa – Vũng Tàu gồm có thành phố Vũng Tàu và các huyện Long Điền, Đất Đỏ, Côn Đảo.

## Xuất thân
Phạm Đình Cúc sinh ngày 6 tháng 5 năm 1964 quê quán ở xã Trực Hưng, huyện Trực Ninh, tỉnh Nam Định. 
Ông hiện cư trú ở Số 88/4, đường Phạm Hồng Thái, tổ 12, khu phố 3, phường 7, thành phố Vũng Tàu, tỉnh Bà Rịa – Vũng Tàu.

## Giáo dục
- Giáo dục phổ thông: 10/10
- Cử nhân Cảnh sát điều tra
- Cử nhân Luật
- Cao cấp lí luận chính trị

## Sự nghiệp
Ông gia nhập Đảng Cộng sản Việt Nam vào ngày 12/5/1994.
Khi lần đầu ứng cử đại biểu Quốc hội Việt Nam khóa 14 vào tháng 5 năm 2016 ông đang là Phó Bí thư Đảng ủy, Kiểm sát viên trung cấp, Phó Viện trưởng, Chủ tịch Công đoàn Viện Kiểm sát nhân dân tỉnh Bà Rịa – Vũng Tàu, làm việc ở Viện Kiểm sát nhân dân tỉnh Bà Rịa – Vũng Tàu.
Ông đã trúng cử đại biểu quốc hội năm 2016 ở đơn vị bầu cử số 1, tỉnh Bà Rịa – Vũng Tàu gồm có thành phố Vũng Tàu và các huyện Long Điền, Đất Đỏ, Côn Đảo, được 236.769 phiếu, đạt tỷ lệ 61,77% số phiếu hợp lệ.
Ông nguyên là Phó Viện trưởng Viện Kiểm sát nhân dân tỉnh Bà Rịa – Vũng Tàu, Ủy viên Ủy ban Tư pháp của Quốc hội.
Ông hiện là Viện trưởng Viện Kiểm sát nhân dân tỉnh Bà Rịa – Vũng Tàu, Ủy viên Ủy ban Tư pháp của Quốc hội.
Ông đang làm việc ở Viện Kiểm sát nhân dân tỉnh Bà Rịa – Vũng Tàu.

## Đại biểu Quốc hội Việt Nam khóa 14 nhiệm kì 2016–2021

#### Đề nghị không cho phép công dân tố cáo qua điện thoại, email
Sáng ngày 24 tháng 5 năm 2018, tại biểu Thảo luận về dự án Luật Tố cáo (sửa đổi) tại kỳ họp thứ 5, Quốc hội khóa 14, ông đề nghị giữ nguyên hai hình thức tiếp nhận tố cáo truyền thống là gửi đơn và trực tiếp đến cơ quan chức năng, đề nghị bỏ quy định cho phép công dân tố cáo qua điện thoại, email vì cho rằng nhà chức trách sẽ không thể xử lí được.

### Đề nghị giảm số lần đặc xá
Sáng ngày 11 tháng 6 năm 2018, khi thảo luận về Dự thảo Luật Đặc xá (sửa đổi) tại Hội trường Quốc hội, Phạm Đình Cúc đề nghị chỉ áp dụng đặc xá đối với những người có công lớn và nên đặc xá cách 3 đến 5 năm.